# ZYH Emulator
ZYH Emulator是由网友ZYH在2008年推出的一款以Visual Basic编码的红白机模拟器，支持NES和Game Boy Color等游戏格式。
随着0.9的诞生，0.8的源代码被作者公开，直到0.89C发布。

## ZYH Emulator NT
ZYH Emulator NT以C++编写。据作者称，0.9的处理效率、图像、声音、NSF文件播放比0.8版本略佳。

## 功能

### 0.8版本
- 人性化的操作界面
- 支持大量Mapper
- MIDI音色